# 盧伯麟
盧 伯麟（ノ・ベンニン、1875年1月10日（旧暦） – 1926年1月22日）は、朝鮮の独立運動家、陸軍軍人。大韓民国臨時政府国務総理。本貫は豊川盧氏。号は桂園（ゲウォン、계원）。

## 生涯
黄海南道松禾郡に生まれ、幼少時には漢学を学ぶ。1895年に李甲、朴重陽、尹致晟、柳東説らとともに大韓帝国の官費留学生に選抜され日本へ渡ると、慶應義塾に留学したのち、1899年11月21日に陸軍士官学校（11期）を卒業、日本陸軍少尉任官。
1900年10月に帰国した後は、魚潭や尹致晟などとともに大韓帝国軍参尉に任官し、武官学校教官や研成学校校長などを歴任した。魚潭など親日的な軍人達とは対照的に、第二次日韓協約や日韓併合条約など、日本に国権を委譲することとなる条約の締結には一貫した反対の立場を取っていた。1907年には安昌浩や梁起鐸、李東寧らと新民会を組織した。1910年10月1日に日韓併合条約が締結されると官職を辞し下野。
1915年に中国を経てアメリカに亡命。アメリカではハワイに滞在しながら、アメリカ軍の援助のもと朴容万とともに韓人独立軍部隊を組織した。サンフランシスコに渡った後は、かねてから空軍の重要性を主張していたことから、カリフォルニア州北部に飛行学校を設立し、空軍部隊を養成した。
1919年の三・一独立運動後に結成された漢城臨時政府では、軍務副総長を務め、上海の大韓民国臨時政府でも軍務総長に選出された。以降は、臨時政府の国務総理まで務め、李東輝や柳東説、申采浩、朴容万などとともに、武力による独立運動の展開を主張した。
1926年11月26日に上海で病死したが、臨時政府の状況に絶望し自殺したとも。遺体は火葬され遺骨は上海の外国人墓地「宋慶齢陵園」に埋葬されたが、1993年8月10日に国立ソウル顕忠院に改葬された。
1962年に建国勲章大統領章が追叙された。なお3人の子供も独立運動に参加し、独立運動家として建国勲章が授与されている。